# Tuva Halse

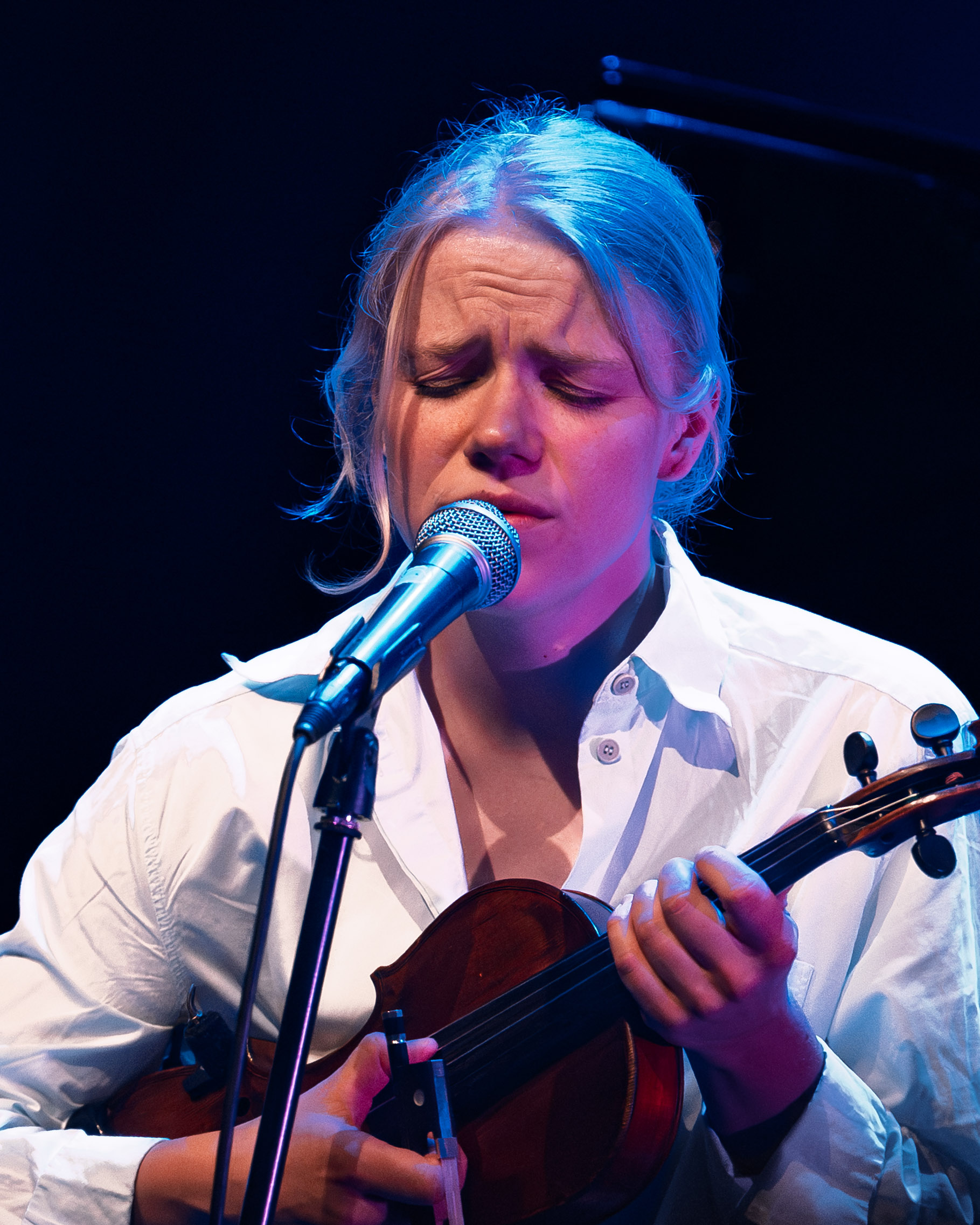
Tuva Halse (2025)

Tuva Halse (* 9. August 1999 in Molde) ist eine norwegische Jazzmusikerin (Geige, Komposition).

## Leben und Wirken
Halse, die zunächst eine klassische Musikausbildung erhielt, besuchte in Molde die Molde High School, wo sie sich auf das Musikprogramm spezialisierte. Dort konzentrierte sie sich auf Anraten ihres Klavierlehrers Arne Torvik auf die Jazzgeige. Bereits als Schülerin trat sie 2017 mit der Bigband Lærlingan bei Moldejazz auf. Ab 2019 absolvierte sie den  Jazzstudiengang des Konservatoriums der Technisch-Naturwissenschaftlichen Universität Norwegens in Trondheim, den sie 2022 mit dem Bachelor abschloss.
Bereits während des Studiums tourte Halse mit der Magellan-Band 2021 durch Norwegen. Dann gründete sie eigene Projekte, wie das Bento Box Trio, ihr Quintett und die tuvahalseband, für die sie komponierte und mit denen sie auf Festivals wie Kongsberg Jazzfestival, Oslo Jazzfestival, Trondheim Jazzfestival und Dølajazz auftrat sowie Alben veröffentlichte. Zudem spielte sie gelegentlich Solokonzerte und arbeitete im Duo mit Mathias Eick, Tord Gustavsen, Peter Knudsen und Arne Torvik. Im Quintett Melting Pot trat sie 2023 mit Mona Matbou Riahi, Camila Nebbia, Louise van den Heuvel und Hubert Zemler beim JazzFest Berlin, beim Jazzfestival Saalfelden, beim Jazztopad Festival, der Nasjonal Jazzscene und im Handelsbeurs Concertsaal in Gent auf. 2024 war sie mit dem Quartett von Sverre Gjørvad und dem Ensemble Noor und einer Formation, die das Trondheim Jazz Orchestra mit dem Trio I Like to Sleep kombinierte, auf Tournee. Sie ist auch auf Alben von Miriam Kibakaya und Veslemøy Narvesen zu hören. 
2024 komponierte Halse, die derzeit in Oslo lebt, zudem die Suite Reconnection für das Ojkos Jazz Ensemble, die bei Nasjonal Jazzscene in Oslo 2024 uraufgeführt wurde.

## Preise und Auszeichnungen
Halse erhielt mehrere Förderpreise (von Sparebanken Møre, Sparebanken SMN, Handelsbanken, Drømmstipendet). 2022 war sie mit ihrem Trio Bento Box Finalistin bei Jazzintro (der Auswahl der „jungen Jazzmusiker des Jahres“ während des Festivals Moldejazz). Im selben Jahr war sie Artist in Residence beim klassischen Kunstfestival Fjord Cadenza. 2024 erhielt sie beim Trondheim Jazzfestival den NTNU-Botschafterpreis, wobei ihre „seltene mutige Sensibilität in Ton und Spielweise“ hervorgehoben wurde. Später im Jahr erhielt sie das #huninvesterer-Stipendium von DNB und Kongsberg Jazzfestival, das die Möglichkeit für ein Auftragswerk bietet, das 2025 auf dem Festival uraufgeführt werden würde.

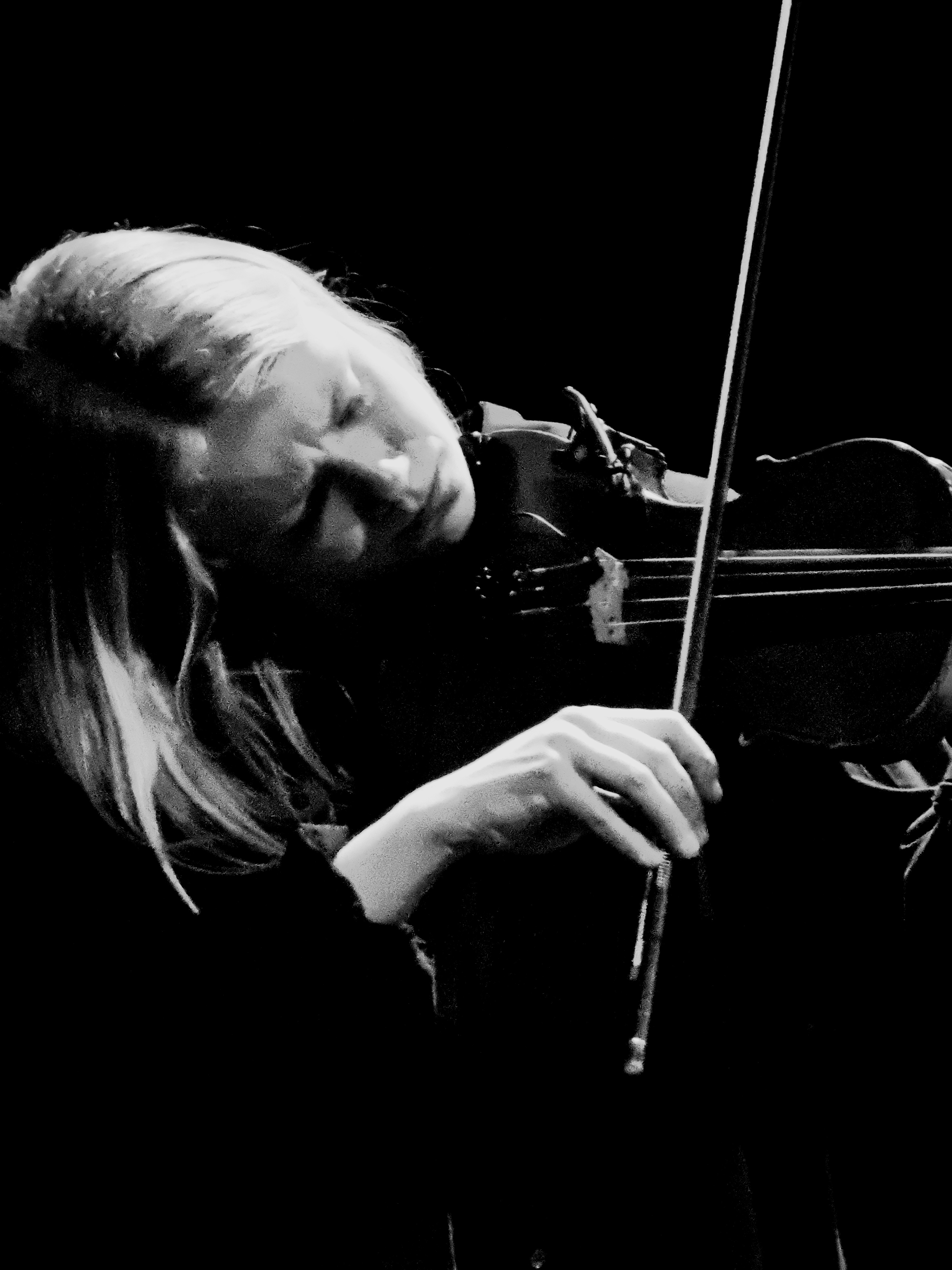
Tuva Halse (2024)

## Diskographische Hinweise
- Bento Box Trio: Boxed (Fjordgata Records 2022, mit Benjamin Gísli Einarsson, Øyvind Leite)
- Tuva Halse Quintet: Two (Jazzland Recordings 2023, mit Oscar Andreas Haug, Benjamin Gísli Einarsson, Gard Kronborg, Øyvind Leite)
- tuvahalseband: nemesis/cruel (Fjordgata Records, 2024, mit Sara Fjeldvær, Emil Storløkken Åse, Oda Steinkopf, Øyvind Leite)
- Bento Box Trio: Somehow I Lost My Way, (Fjordgata Records 2024, mit Benjamin Gísli Einarsson, Øyvind Leite sowie Mats Eilertsen und Sissel Vera Pettersen)[3]